# Daily Record
Le Daily Record est un journal écossais de format tabloïd basé à Glasgow. Il a été le journal le plus vendu d'Écosse pendant plusieurs années avec des ventes estimées à 308 454 en juillet 2009. Les ventes actuelles sont inférieures aux ventes record du journal qui s'élèvent à 743 000 unités en 1983 lorsque le journal a atteint le deuxième plus haut rang de saturation du marché national dans le monde.
Le Daily Record est créé en 1895. Le North British Daily Mail cesse la publication en 1901 et est incorporé au Daily Record, qui est renommé le Daily Record and Mail. Lord Kemsley achète le journal pour un million de livres en 1922. La production est transférée de Renfield Lane au 67 Hope Street en 1926. En 1971, le Daily Record devient le premier journal d'Europe à être imprimé en couleur, et le premier journal national britannique à introduire une mise en page créée par ordinateur. Il est racheté par Trinity Mirror en 1992.